# Elfsborgs Läns Annonsblad
Elfborgs Läns Annonsblad var en dagstidning utgiven i först i Skara och sedan i Vänersborg under tiden 3 november 1886 till 15 maj 1984. Tidningens första nummer var ett provnummer 3 november 1886. Tidningens fullständiga titel var Elfsborgs Läns Annonsblad / Nyhets- och annonsblad för Elfsborgs län med ändrad stavning till Älvsborgs län 1969.Tidningen fick Elfsborgs läns allehanda som en efterföljare

## Redaktion
Redaktionsort var först i Skara och sedan från 1895 i Vänersborg. Tidningen var i början moderat (1911) sedan åren 1917-1947 neutral och 1948-1984 betecknades den som opolitisk. Utgivningen var endagars på fredagar till 1894 och sedan 2 dagar i veckan 1894 -1919. Under dyrtiden 1919 bara en dag tisdag eller lördag. Tvådagarsutgivningen fortsatte sedan till 1949 då tidningen blev tredagars tisdag, torsdag och lördag. I slutet av 1929 blev tidningen morgontidning från att tidigare ha utgivits kvällstid. Första utgivningsbeviset för tidningen utfärdades för boktryckaren Knut Richard Pettersson (Petré) 4 oktober 1886  i Skara och sedan på nytt från 15 mars 1895 i Vänersborg. Tidningen har varit åtföljd av Bilaga till Elfsborgs Läns Annonsblad från 6 februari till 24 december 1888 och sedan från 18 juli 1890 till 24 december 1891. Bilagan trycktes en dag i veckan fredagar  i Vänersborg hos Mauritz Pettersson med antikva på  folioformat med  3 spalter. Utgivningsbevis för tidningens bilaga utfärdades 29 december 1887  för boktryckaren Mauritz Wilhelm Pettersson i Vänersborg.
| Period                 | Ansvarig utgivare                          | Period                 | Redaktör               | Källa                          |
| 1886-10-04--1929-08-04 | Petré, Knut Richard boktryckaren           | 1900-01-02--1923-10-07 | Gustafsson, Edvard     | Lindedal                       |
| 1929-08-05--1941-05-31 | Petré, Ellen Susanna                       | 1923-10-11--1957-10-29 | Wassénius, Karl Gustaf | Lindedal, Tidningen 1960 11 11 |
| 1941-06-01--1957-03-19 | Petré, Ernst August                        | 1957-11-01--1982-04-29 | Petré-Ström, Ingrid    | Tidningen 1960 11 11           |
| 1957-03-20--1966-03-16 | Petré-Ström, Ingrid Maria ställföreträdare | 1982-05-04--1984-05-15 | Ehne, Jan-Erik         |                                |
| 1966-03-17--1982-04-29 | Petré-Ström, Ingrid Maria                  |                        |                        |                                |
| 1982-05-01--1984-05-15 | Ehne, Jan-Erik                             |                        |                        |                                |

## Tryckning
Förlaget hette från 1895 till 30 juni 1983 Pettersonska boktryckeriet i Vänersborg sedan Elfsborgs läns annonsblad, ELA aktiebolag i Vänersborg till 15 maj 1984.
| Period                  | Tryckeri | Ort         | Period                                        | Sätteri                                                         |
| 1886-11-03 --1895 03-08 | Pettersonska boktryckeriet                                                                                             | Skara       | 1967-01-03--1983-06-30 1983-07-02--1984-05-15 | Pettersonska boktryckeriet Elfsborgs läns annonsblad aktiebolag |
| 1895-03-15--1924-07-23  | Pettersonska boktryckeriet snällpress 1900                                                                             | Vänersborg  | 1967-01-03--1983-06-30 1983-07-02--1984-05-15 | Pettersonska boktryckeriet Elfsborgs läns annonsblad aktiebolag |
| 1924-07-26--1924-08-09  | C.W. Carlssons efterträdares boktryckeri vid installation av ny flattrycksrotationspress på Pettersonska boktryckeriet | Vänersborg  | 1967-01-03--1983-06-30 1983-07-02--1984-05-15 | Pettersonska boktryckeriet Elfsborgs läns annonsblad aktiebolag |
| 1924-08-13--1966-12-31  | Pettersonska boktryckeriet cylinderrotationspress 1948                                                                 | Vänersborg  | 1967-01-03--1983-06-30 1983-07-02--1984-05-15 | Pettersonska boktryckeriet Elfsborgs läns annonsblad aktiebolag |
| 1967-01-03--1984-05-15  | Trollhättans tryckeriaktiebolag offsetpress från 1972                                                                  | Trollhättan | 1967-01-03--1983-06-30 1983-07-02--1984-05-15 | Pettersonska boktryckeriet Elfsborgs läns annonsblad aktiebolag |

Tidningen trycktes med antikva och först bara i svart. Färgen blev från 1972, då offsettryck började användas, fyrfärg. Satsyta var genomgående stora under hela utgivningstiden. Tidningens sidantal var 4 till 24 sidor, från och med 1930 inte färre än 8 sidor. Från 1970 hade tidningen för första gången 20 sidor. Tidningens sista år trycktes 24 sidor. Prenumerationspriset var 1900 1 krona och 20 öre. Priset var stabilt och hade bara ökat till 6 kronor 1940, 11 kr 1950. 1984 var priset 325 kronor. Priset blev ca 10 gånger dyrare på 50 år 1900 till 1950 och sedan  cirka 30 gånger dyrare från 1950 till 1984 på 34 år. Tidningens upplaga var år 1900 8000 och ökade långsamt men stabilt till 12 000 år 1918, 14 500 år 1950 och 1977 nåddes toppupplagan med  18 600 exemplar. Sista året var upplagan cirka 18000 exemplar.